# 臺灣大道

台灣大道所在路線：東起台中車站，西抵台中港中突堤

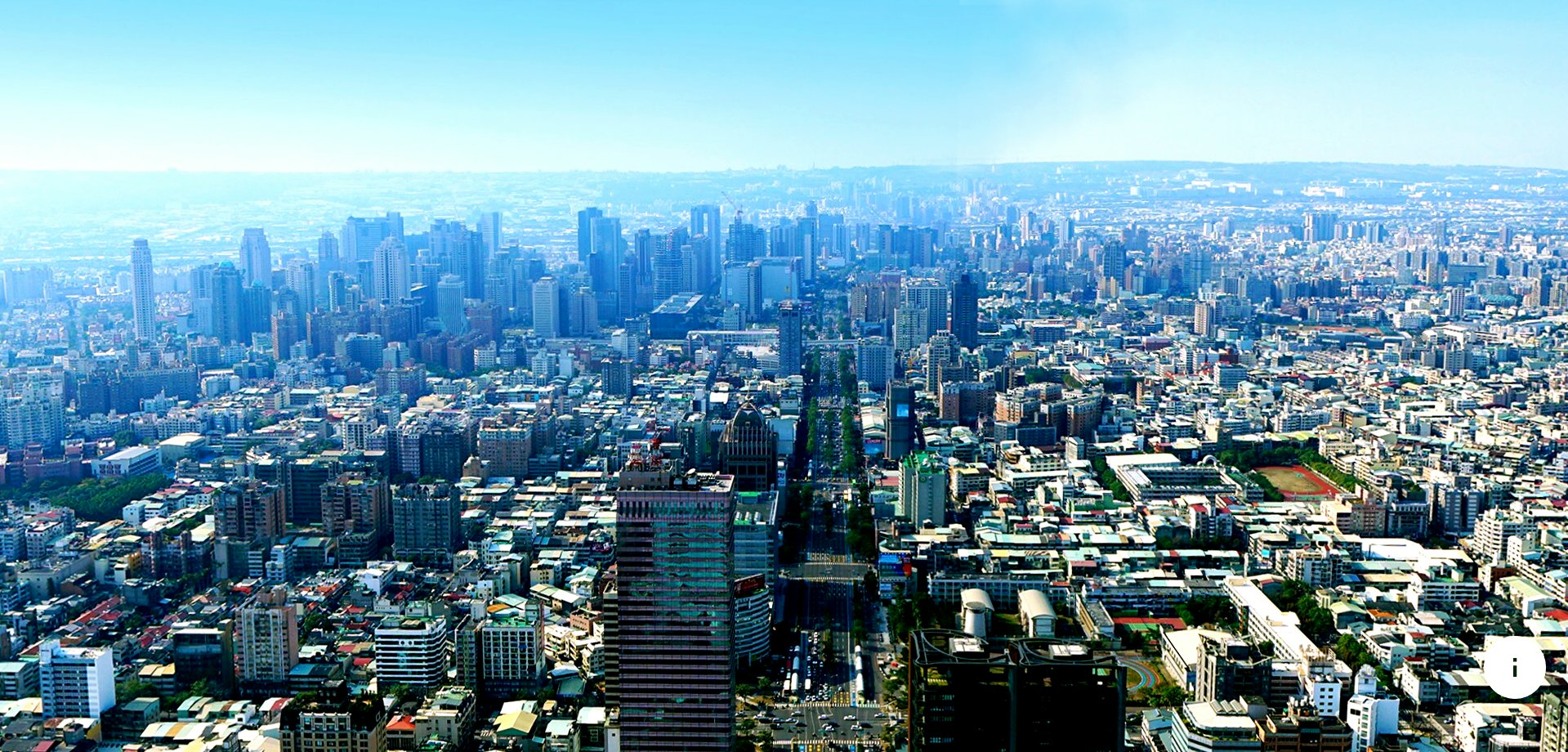
臺灣大道

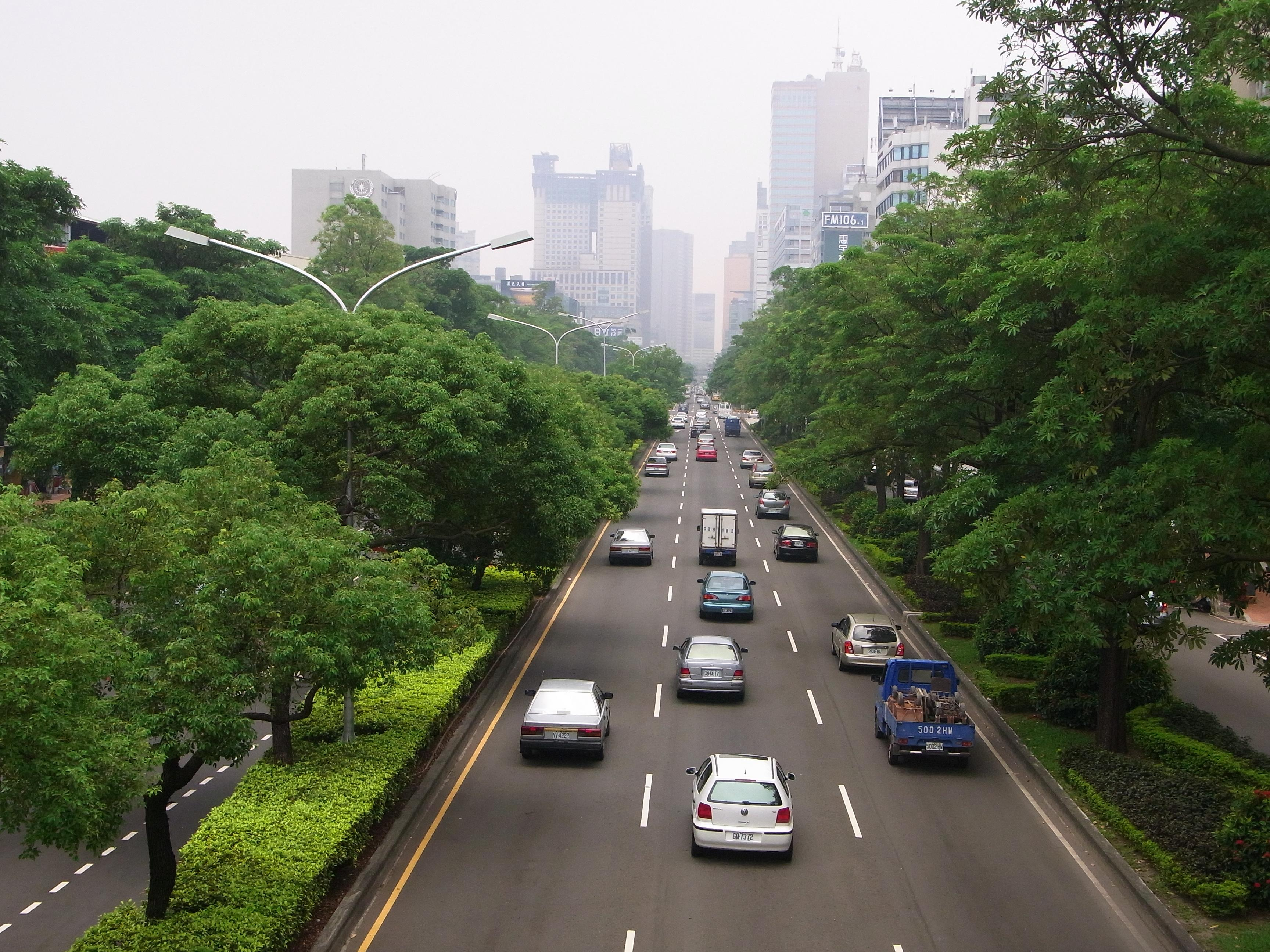
臺灣大道二段

臺灣大道（英語：Taiwan Boulevard）是臺灣臺中市一條掌握臺中都會區經濟動脈的道路，共分為十段，為臺灣目前分最多段的道路之一 。由原「中正路、台中港路、中棲路」三條幹道整併而成，原台中港路段當地人尚會用舊簡稱「中港路」；第一到九段屬於省道台12線，第十段為台中港港區道路，總長約24.2公里，寬約50~140公尺。起自舊臺中車站（連接建國路），串聯臺中中心商業區、七期重劃區、台中交流道（朝馬地區）、台中產業園區、中部科學園區臺中基地、國道三號龍井交流道、沙鹿市區，終點至臺中港區（臺中港中突堤檢查哨）。臺灣大道起點正為台12線之終點。台中捷運藍線即沿此路規劃興建。

## 歷史
清治時期，臺灣省城（今臺中市中區）至沙轆街（今沙鹿區）已有路可通行。在日治時期市區改正後，櫻橋通已建設成型，昭和14年（1939年）臺中州再將原為12公尺寬的兩線道路台中沙鹿道列為指定道路。二戰之後，櫻橋通改為中正路，中正路週邊區域為當時臺中主要的都市發展區域（日治市區改正區域），而五權路段後到今日台中港沿線均為農田鄉村景觀。
1956年，臺灣省公路局開闢由東海大學往返臺中市區的班車；1958年，臺中港路舖設柏油路完成。1960年7月1日命名為「台中港路」、「中棲路」﹔1962年臺灣道路依公路法予以分級編號，臺中港路與中棲路編為縣道134號。
1970年代，為配合十大建設臺中港的興建與中山高速公路臺中交流道的設立，開始將台中港路拓寬成50公尺的八線道路。1978年，全段道路升格為省道臺12線路段的一部份，並將終點自台中港路、五權路口延伸至中正路上臺中車站前。
2002年，臺中縣政府（已在2010年12月25日與臺中市合併）及臺中市政府與企業界、學術界人士為了促進臺中以及中臺灣的城市發展，首度發起了臺灣大道的計劃，希望能以此大道為主軸，使大臺中地區獲得更進一步的發展。2011年10月，臺中市政府民政局正式開始執行將中正路、台中港路、中棲路統一路名計畫，經民調之後定名為「臺灣大道」，並首度使用主副名稱，也就是臺灣大道和原來的路名共存。2012年7月1日，「臺灣大道」正式掛牌，與原地址（路名）並列兩年至2014年7月1日。
2013年6月，為配合臺中捷運綠線工程，拆除臺灣大道、文心路口的人行陸橋。8月，沿臺灣大道設置的臺中市快捷巴士藍線優先路段（台中車站至靜宜大學）陸續動工，原車道進行調整。
2014年7月1日，臺灣大道全線路牌整編已完成，全面使用新路名。原路名中正路、台中港路與中棲路正式走入歷史。
2015年7月1日，為因應同年7月8日台中BRT藍線路線轉型為臺灣大道幹線公車，臺灣大道與館前路、朝富路、福康路、國際街/東園巷、都會南街/新庄街、水裡社路、六陽巷及靜宜大學等8個路口實施快車道禁止匯出慢車道管制，並在相關路口處設置禁止匯出標誌、禁止匯出標字、車道包絡線，以及上游路口設置提早匯出標誌等交通管制設施維護臺灣大道的行車安全。此外臺中市政府交通局表示除本管制之外也同時要求專用道上的公車行經路口處，必須禮讓匯入及匯出的車輛，避免交織衝突發生。
2018年4月21日起，臺中市政府交通局為防止車流堵塞，宣布臺灣大道文心路口的臺灣大道西向車流、惠中路臺灣大道口的惠中路南向車流，實施禁止左轉。
至今臺灣大道仍有部分道路用地為私人土地未行徵收，包括部分的中央分隔島與公車專用道的候車站（如茄苳腳站、福安站、市政府站等）的聯外道路。

## 利用狀況
由於臺灣大道貫穿台中市中心，又是台中市內最重要的省道，再加上其為往來台中市區、台中車站、朝馬、台中產業園區、台中科學園區、台中交流道及台中港的必經道路，週邊又聚集許多大型百貨公司（勤美誠品綠園道、金典綠園道、廣三SOGO、大遠百、新光三越、老虎城）、飯店（全國大飯店、台中金典酒店、長榮桂冠酒店、永豐棧麗緻酒店、裕元花園酒店）、學術教育機關（國立臺中教育大學、西區中正國小、國立自然科學博物館、忠明高中、忠明國小、逢甲大學、東大附中、東海大學、靜宜大學、弘光科技大學）及辦公大樓，臺灣大道已是臺中市最繁忙的主要幹道，大多數的重要道路都匯集於此。
又隨著七期重劃區（臺中市政府新市政中心）、遠東百貨台中店、中科園區臺中基地及臺灣大道計畫的逐漸開發完成，加上台中市擁有全國最高的汽車使用率，以及台中地區人口年年激增，臺灣大道車流量跟著水漲船高；因此每逢假日或上下班尖峰時間經常會有大塞車出現，是許多台中市民（尤其是西屯區居民）的交通夢魘，尤其以忠明南路、文心路、朝富路、惠來路及河南路等路口的塞車情況最為嚴重。早期中港路上的許多路口還經常出現車輛違規左轉的情形，使得原本已經十分混亂的交通更加雪上加霜。
為解決臺灣大道日趨嚴重的塞車問題，相關單位提出多個解決方案，例如部分路口（如：五權路、公益路、忠明南路、文心路、安和路）禁止左轉、加開公車路線、取消安和路以東、文心路以西路段的慢車道停車位、增加紅綠燈的秒數、增設公車專用道等，並逐步在臺灣大道兩側增建多條跨筏子溪的道路（福科路、朝馬路、向上路以及未來的市政路）。此外公車捷運系統與台中捷運藍線亦為方案之一。

## 行經行政區域
（由東至西）
- 中區
- 北區
- 西區
- 西屯區
- 龍井區
- 沙鹿區
- 梧棲區

## 分段
- 一段：建國路（舊臺中車站前）─五權路
- 二段：五權路─文心路
- 三段：文心路─環中路
- 四段：環中路─國際街
- 五段：國際街─西屯路
- 六段：西屯路─晉文路（弘光科技大學附近）
- 七段：晉文路─沙鹿區區界／縱貫鐵路海線（沙鹿大橋旁）
- 八段：沙鹿區區界／縱貫鐵路海線─港埠路
- 九段：港埠路─臨港路
- 十段：臨港路─台中港港區（台中港中突堤檢查哨）[17]

## 車道數
- 公車專用道：從二段到七段英才路口處設置於快車道雙向最外側，但朝富路至安和路段處未設專用道。
- 二段－十段全線快車道禁止右轉、慢車道禁止左轉（永福路口除外）
- 一段：雙向四車道（內側車道禁行大型重型以下機車）
- 二段
  - 五權路—民權路
    - 快車道：雙向四車道（禁行大型重型以下機車）
    - 慢車道：雙向二車道
    - 設置中央綠化安全島
    - 設置台灣大道幹線公車候車站或快慢車道分隔島

  - 民權路—忠明路
    - 快車道：雙向四車道（禁行大型重型以下機車）
    - 慢車道：雙向四車道，台灣大道幹線公車候車站處為雙向二車道
    - 設置中央綠化安全島
    - 設置台灣大道幹線公車候車站或快慢車道分隔島

  - 忠明路—文心路
    - 快車道：雙向六車道（禁行大型重型以下機車）
    - 慢車道：雙向四車道
    - 設置中央綠化安全島
    - 設置台灣大道幹線公車候車站或快慢車道綠化分隔島
- 三段
  - 文心路—朝富路
    - 快車道：雙向六車道（禁行大型重型以下機車）
    - 慢車道：雙向四車道
    - 設置中央綠化安全島
    - 設置台灣大道幹線公車候車站或快慢車道綠化分隔島

  - 朝富路—黎明路
    - 光明陸橋：雙向四車道（全線禁行大型重型以下機車）
    - 橋下：雙向六車道
    - 設置中央安全島
    - 設置快慢車道綠化分隔島

  - 黎明路—環中路
    - 光明陸橋：雙向四車道（全線禁行大型重型以下機車）
    - 橋下：往東四車道，往西二車道
    - 設置中央安全島
- 四段
  - 環中路－交流道
    - 快車道：雙向六車道（全線禁行大型重型以下機車）
    - 慢車道：台中交流道段無慢車道，慢車道引導繞行
    - 設置中央安全島

  - 交流道—安和路
    - 快車道：往東四車道，往西五車道（全線禁行大型重型以下機車）
    - 慢車道：往東一車道（實體分隔），往西二車道（標線分隔，機車優先）
    - 設置中央安全島

  - 安和路—國際街
    - 快車道：雙向四車道（全線禁行大型重型以下機車）
    - 慢車道：雙向二車道
    - 設置中央綠化安全島
    - 設置快慢車道分隔島
- 五段
  - 快車道：雙向四車道（全線禁行大型重型以下機車）
  - 慢車道：雙向二車道
  - 設置中央綠化安全島
  - 設置快慢車道分隔島
- 六段
  - 快車道：雙向四車道（全線禁行大型重型以下機車）
  - 慢車道：雙向二車道
  - 設置中央綠化安全島
  - 設置快慢車道分隔島
- 七段
  - 晉文路—英才路
    - 快車道：雙向四車道（全線禁行大型重型以下機車）
    - 慢車道：雙向二車道
    - 設置中央綠化安全島
    - 設置快慢車道分隔島

  - 英才路—沙鹿區區界／縱貫鐵路海線
    - 快車道：雙向六車道（全線禁行大型重型以下機車）
    - 慢車道：雙向二車道
    - 設置中央綠化安全島
    - 設置快慢車道分隔島
- 八段
  - 快車道：雙向四車道（全線禁行大型重型以下機車）
  - 慢車道：雙向二車道
  - 設置中央綠化安全島
  - 設置快慢車道分隔島
- 九段
  - 快車道：雙向四車道（全線禁行大型重型以下機車）
  - 慢車道：雙向二車道
  - 設置中央綠化安全島
  - 設置快慢車道分隔島
- 十段
  - 快車道：雙向六車道（全線禁行大型重型以下機車）
  - 慢車道：雙向四車道
  - 設置中央綠化安全島

臺中市擁有「快慢車道分隔島」的道路不多（有市政路、環中路、太原路、環中東路太原路交流道以東的路段、環河路，以及位於海線地區之中清路、向上路、臨港路、港埠路），而臺灣大道一至四段上的「快慢車道分隔島」大部分皆有行道樹遮蔽。因此，臺灣大道可說是全台中市最寬敞的通衢之一。

## 沿線設施
（由東到西）

| 一段 - 臺中車站鐵道文化園區 - 臺中車站（大道起點） - 車站站前廣場 - 舊臺中車站（國定古蹟） 建國路（台12線終點處） - 麥當勞臺中中正店 綠川 - 東協廣場（原第一廣場） - 肯德基 - 龍心商場 - 全安堂（臺灣太陽餅博物館） - 彰化銀行營業部 自由路二段 - 中央書局 - 臺灣銀行健行分行 - 臺中銀行中正分行 三民路二段 - 第二市場 - 凱基商業銀行繼光分行 - 臺中商業銀行中正分行 - 臺灣企銀臺中分行 - 第二市場停車場暨台中智慧停車管理中心 - 仁愛綜合醫院臺中分院 - 臺中iBike 台中仁愛醫院 - 公車專用道候車站仁愛醫院站 柳川 - 第一銀行北臺中分行 中華路（中華路夜市） - 三信商業銀行中正分行 - 臺中商業銀行臺中分行 - 臺中市政府警察局第二分局文正派出所 - 中華郵政中正路郵局 - 合作金庫銀行中權分行 - 塔木德酒店CLASSIC 台中台灣大道館 臺1乙線五權路 | 二段 - 彰化銀行北臺中分行 - 茄苳樹王文化生態公園（千年茄苳） - 公車專用道候車站茄苳腳站 - 臺中iBike 茄苳腳 梅川 民權路 - 龍邦雙子星大樓（王品集團總部） - 公車專用道候車站中正國小站 - 臺中iBike 中正國小 英才路 - 臺北富邦銀行中港分行 - 凱基商業銀行臺中分行 - 陽信商業銀行臺中分行 - 臺中市政府消防局第七大隊中港分隊 - 合作金庫銀行中港分行 - 盤谷銀行臺中分行 - 星巴克中港門市 - 世紀金龍大樓：大千電台 - 忠泰老佛爺大樓 經國園道（草悟道、國立自然科學博物館、全國大飯店、臺中勤美洲際酒店） - 中國信託科博館分行 - 麥當勞中港四店 - 摩斯漢堡中港店 - 天使心家族社會福利基金會台中服務處 - 澳盛銀行臺中分行 - 渣打銀行臺中分行 - 台新銀行臺中分行 - 臺中金典酒店 - 金典綠園道 - 公車專用道候車站科博館站 - 臺中iBike 科博館/金典酒店 美村路一段／健行路 | - 廣三SOGO百貨 - 臺中二信 麻園頭溪 - 林鼎高峰大樓（上海商銀中港分行、全國廣播、華視、中天中部新聞中心） - 大安通商大樓（公視、三立電視中部新聞中心） 忠明路／忠明南路 - 臺中市西區忠明國民小學 - 公車專用道候車站忠明國小站 - 臺中iBike 忠明國小 - 國泰中港經貿大樓（原廣三SOGO二館，MOT明日聚落商場） 精誠路／太原路一段 - 精明商圈 - 星展銀行臺灣大道分行 - 遠雄集團臺中分公司 - 國泰世華銀行中港分行 - 彰化銀行中港分行 - 長榮桂冠酒店 - 公車專用道候車站頂何厝站 - 臺中iBike 頂何厝 東興路三段／漢口路一段 - 永豐棧酒店 - 華南銀行臺中港路分行 - 中國輸出入銀行臺中分行 - 聯邦商業銀行臺中分行 - 永豐銀行臺中分行 - 星展銀行中港分行 - 第一銀行中港分行 - 土地銀行中港分行 - 置地廣場 台中（規劃中） - 台中市政府站共構大樓（規劃中） 文心路二、三段 | 三段 - 台中捷運綠線市政府站 - 七期重劃區 - 台中市政府站共構大樓（規劃中） - 公車專用道候車站市政府站 - 臺中iBike 市政府 - 臺灣大道市政大樓（臺灣銀行中都分行） - 兆豐銀行北臺中分行 - 大遠百臺中店 - 新光三越臺中店 - 公車專用道候車站新光／遠百站 - 臺中iBike 新光／遠百 石碑溪 河南路二、三段 - 朝馬地區 - 臺中市立兒童圖書館（台中•兒童之森，規劃中） - 秋紅谷公園 - 公車專用道候車站秋紅谷站 - 臺中iBike 秋紅谷 - 合作金庫銀行朝馬分行 - 國光客運朝馬站 - 和欣客運中港站 潮洋溪 - 光明陸橋 - 臺中客運朝馬站 - 臺中商務旅館 黎明路 - 福星重劃區 環中路二、三段 快官霧峰線 |

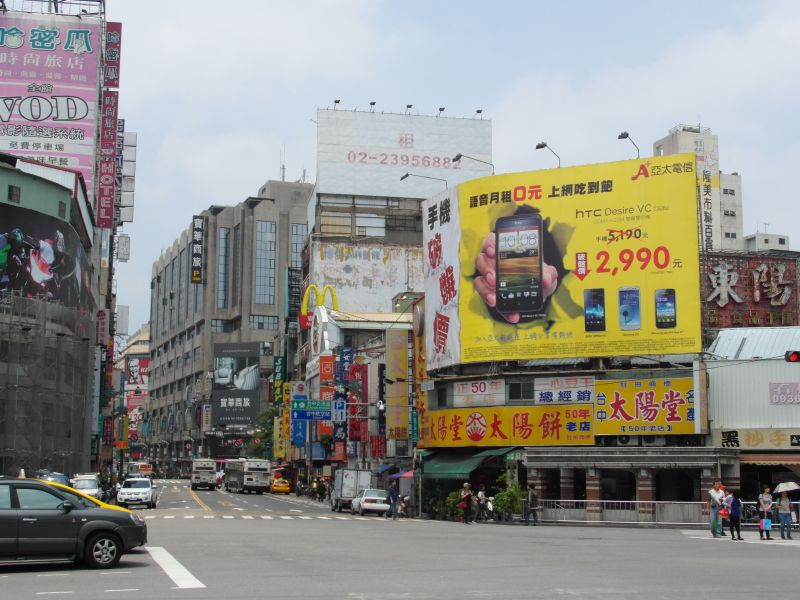
臺灣大道一段，原中正路。
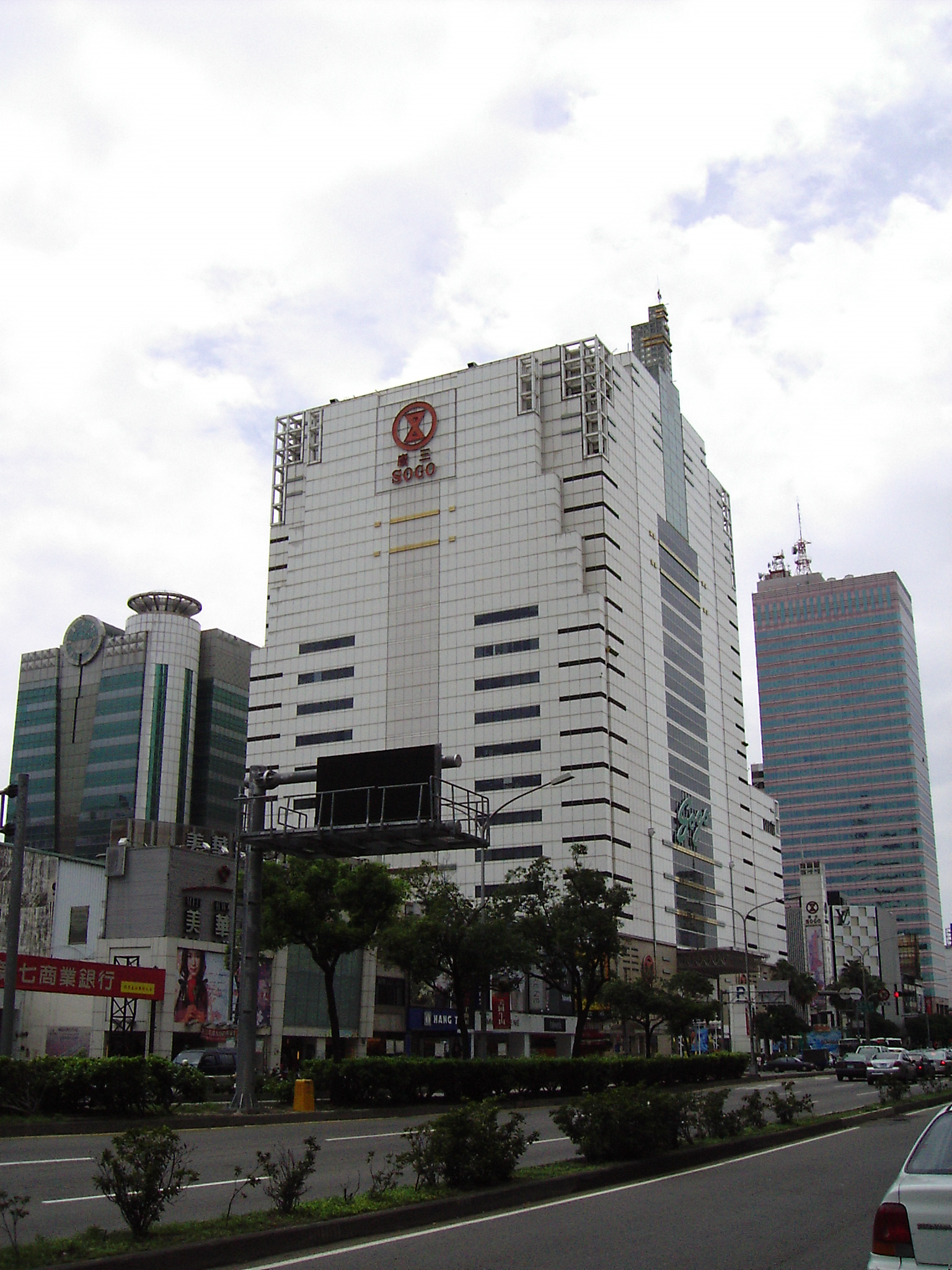
位於臺灣大道二段的廣三SOGO
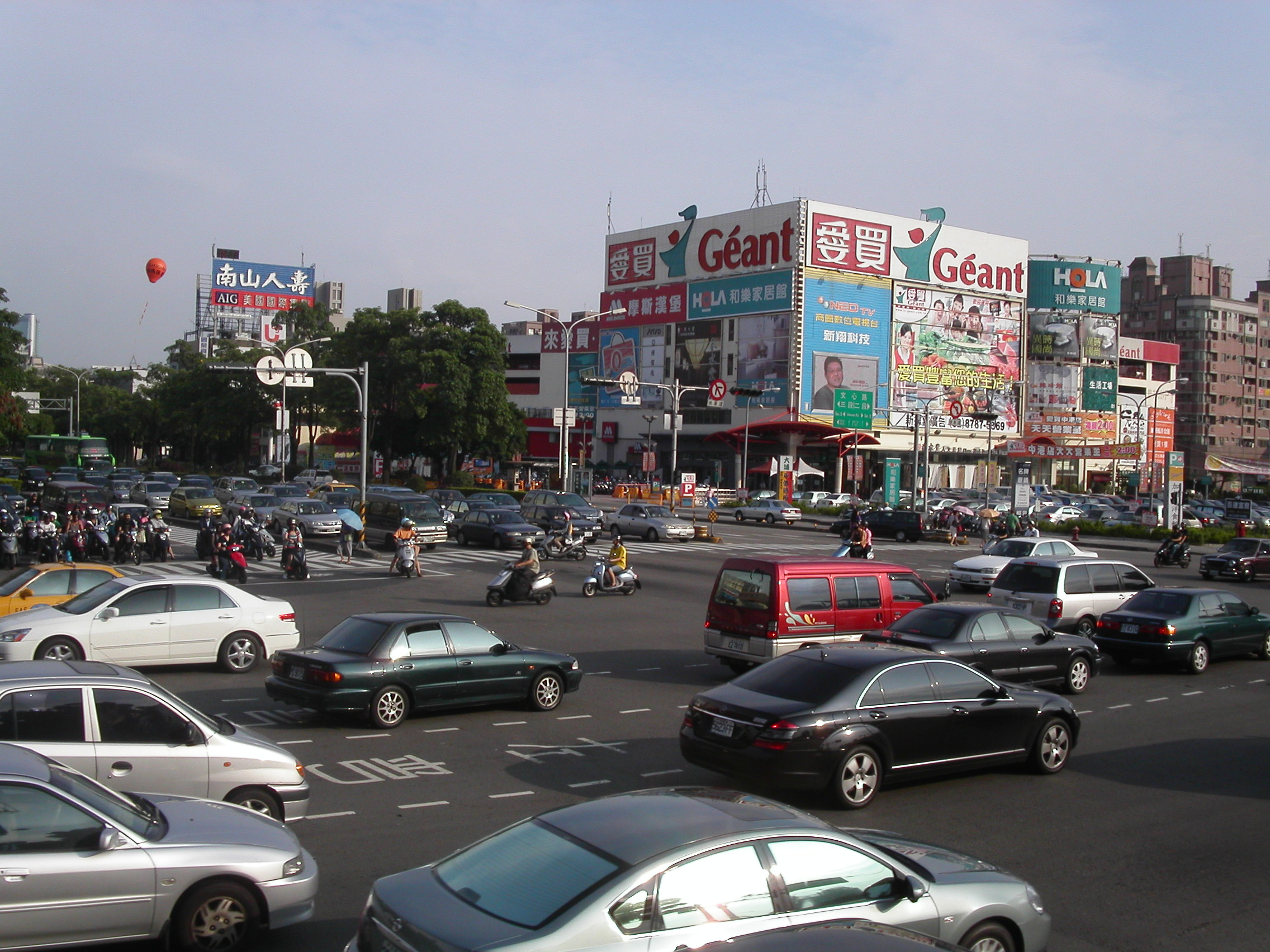
文心路及臺灣大道路口
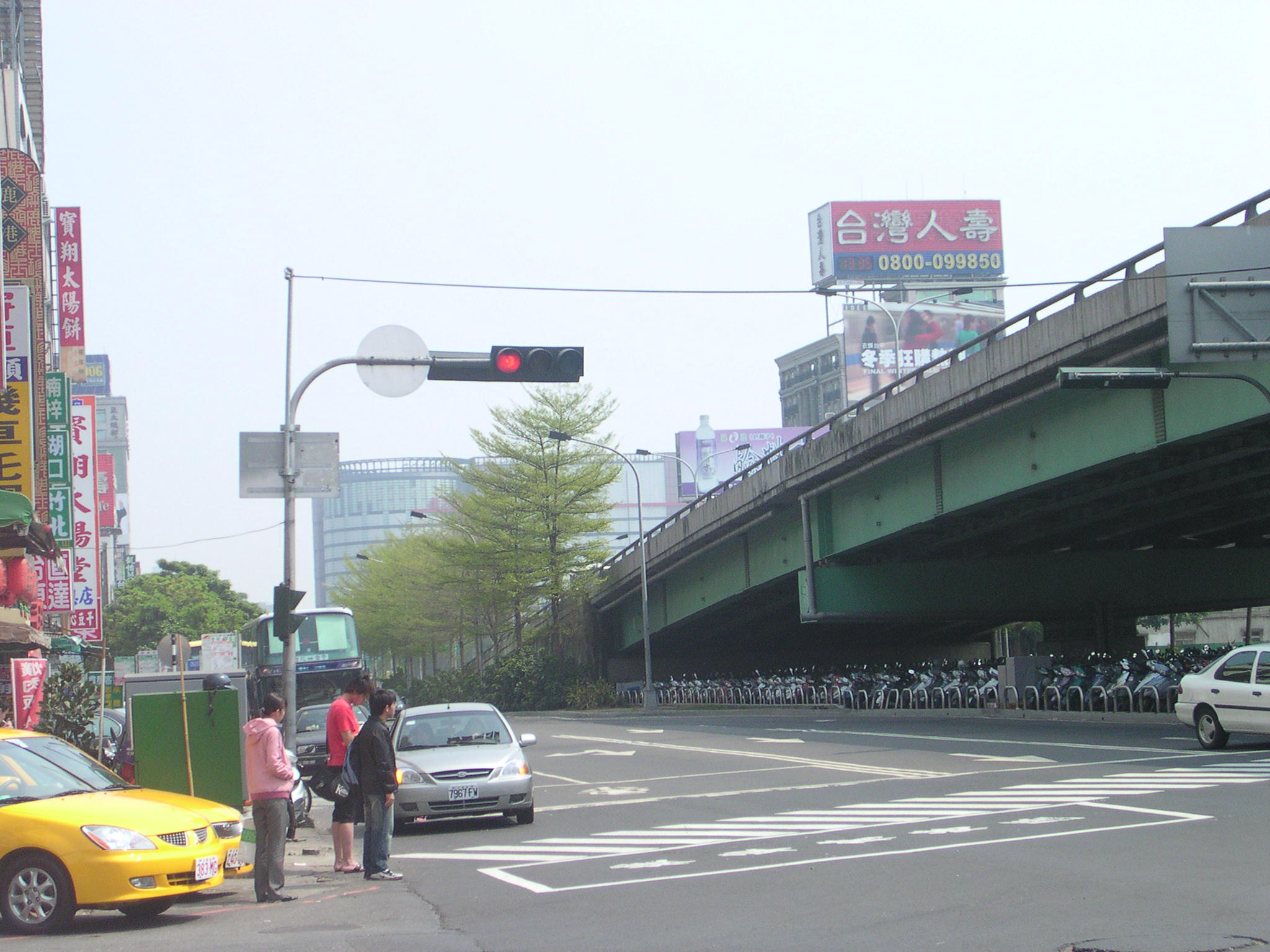
朝馬街景（臺灣大道三段及黎明路口）
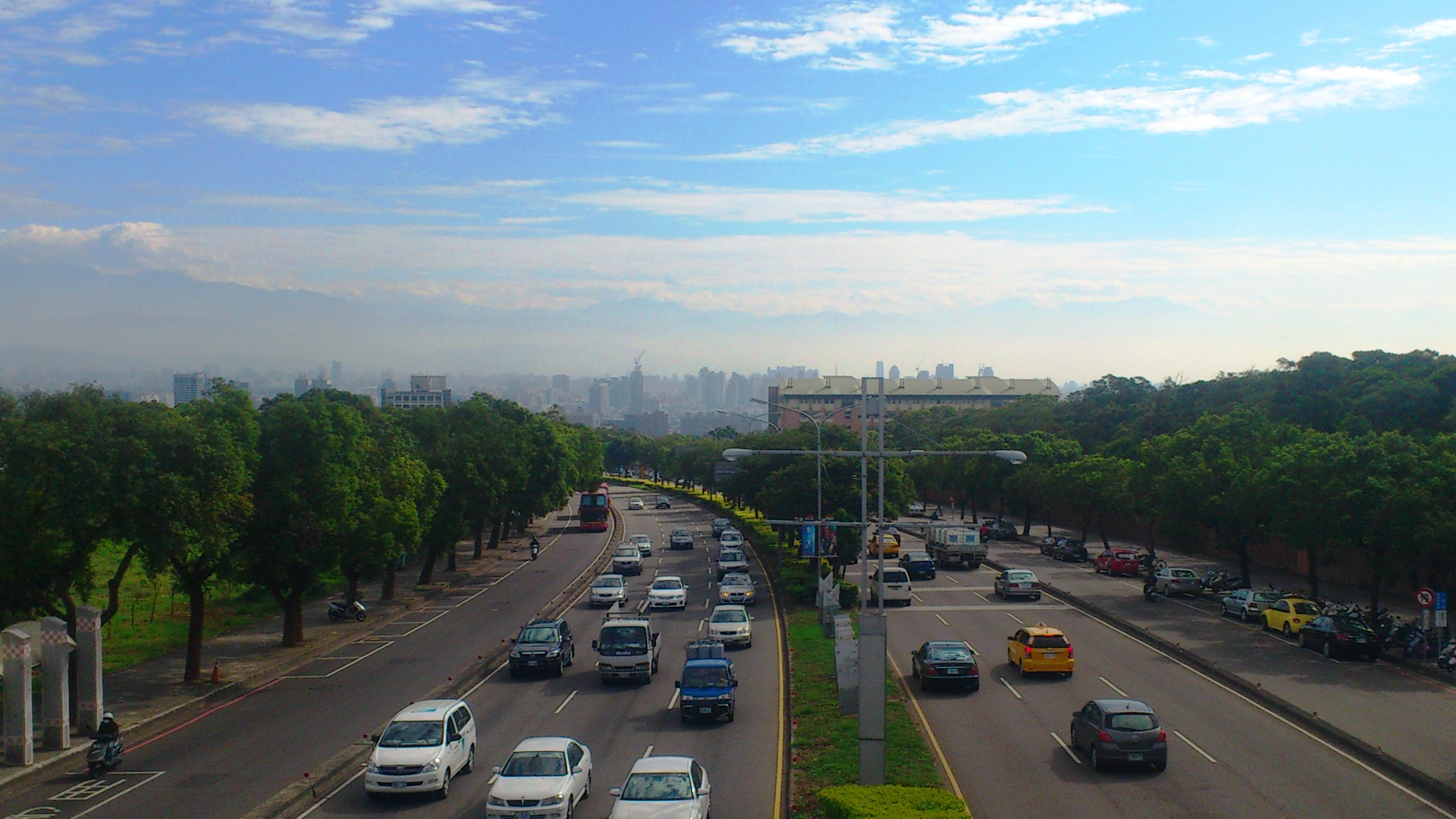
臺灣大道四段，近東海別墅
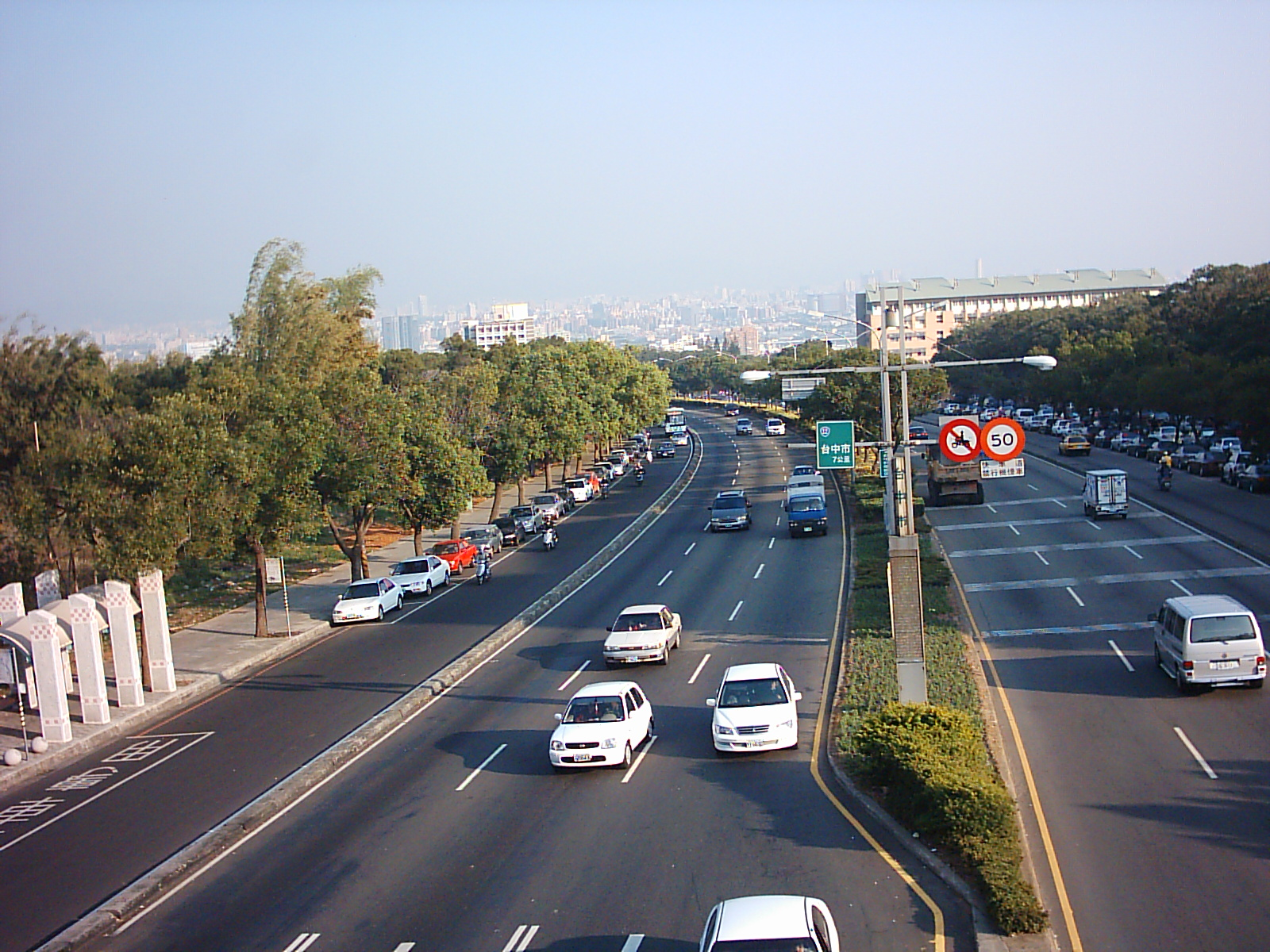
臺灣大道四段（圖片拍攝時為臺中港路三段），近台中榮總及東海大學
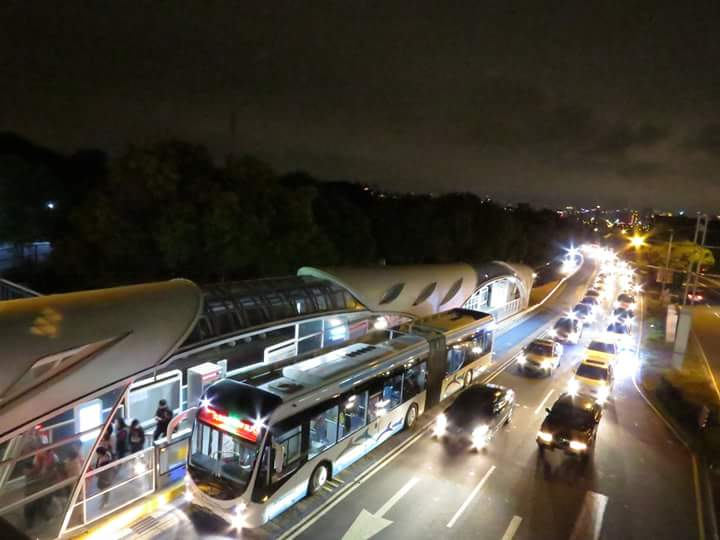
臺灣大道四段
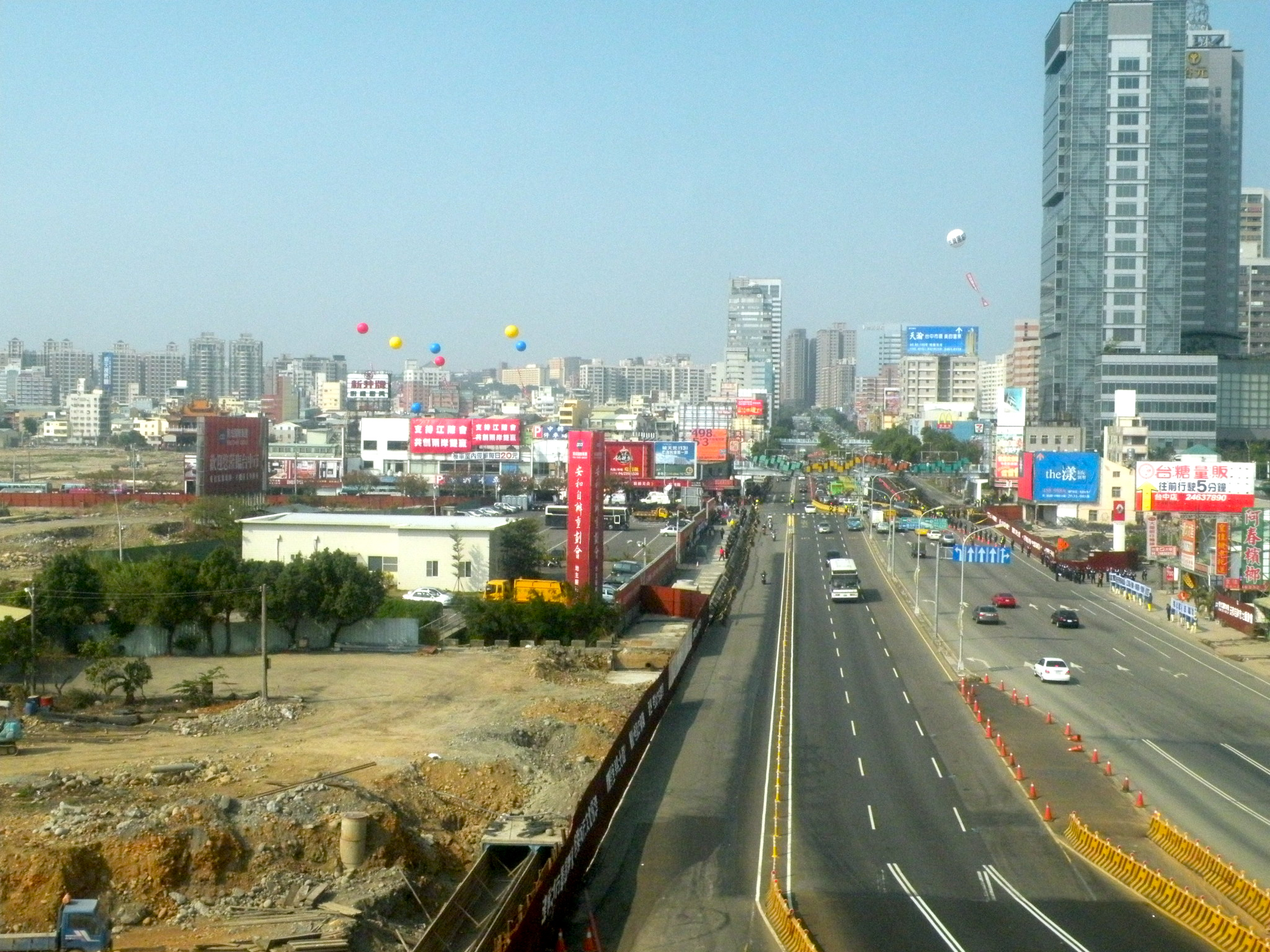
裕元花園酒店前臺灣大道四段
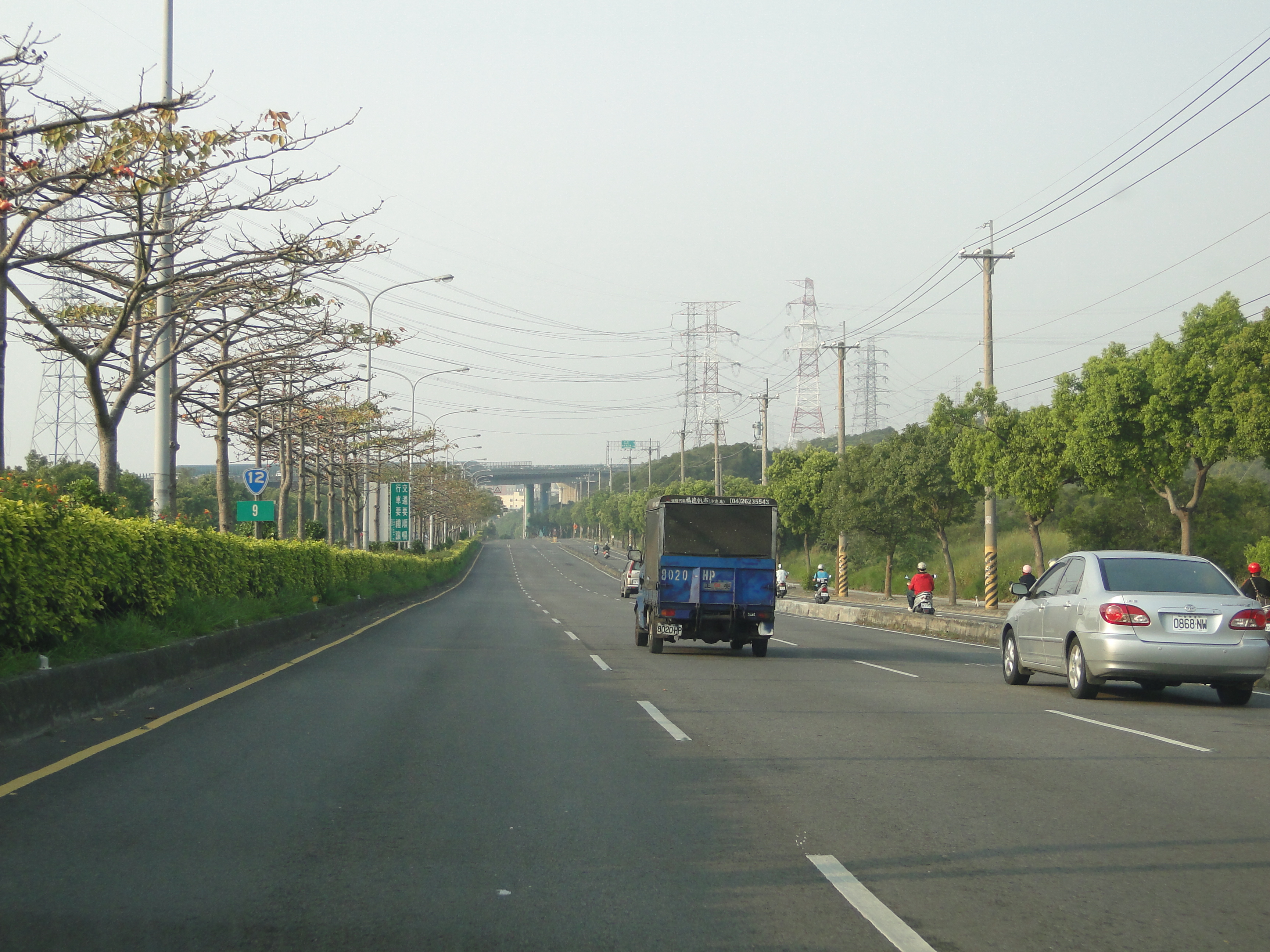
臺灣大道大肚山路段，前方高架道路為中二高
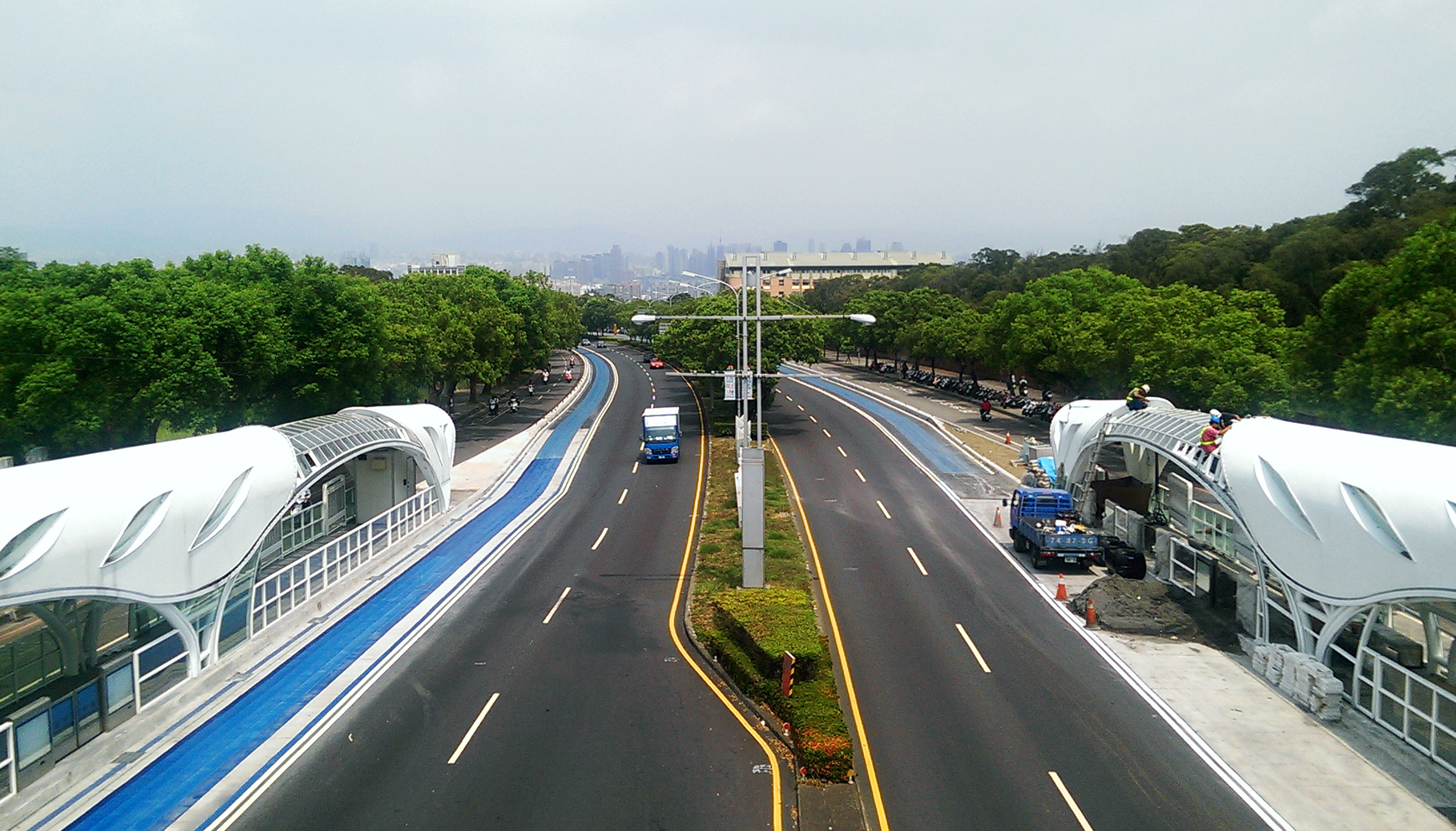
臺灣大道東海路段的BRT藍線車道與東海別墅站
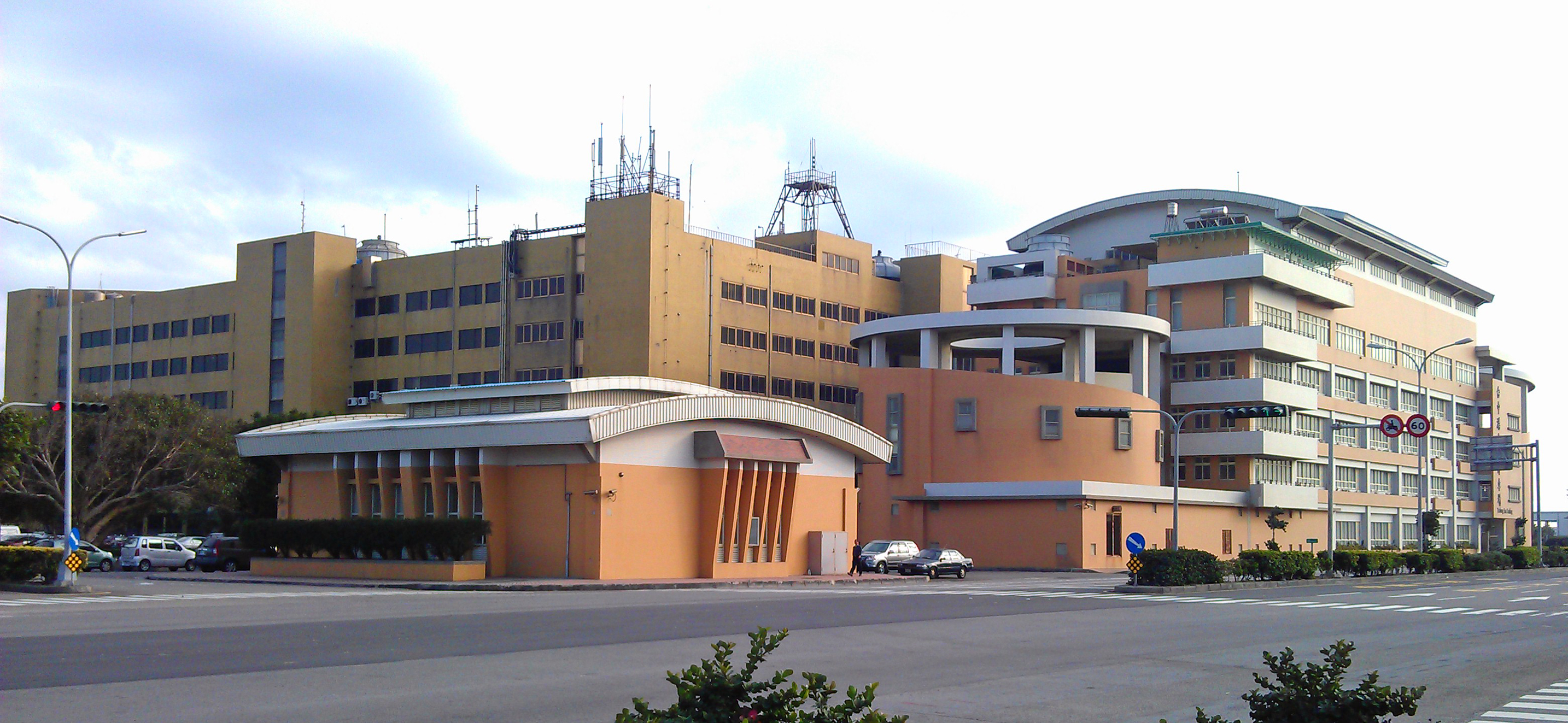
終點上的海港聯合辦公大樓
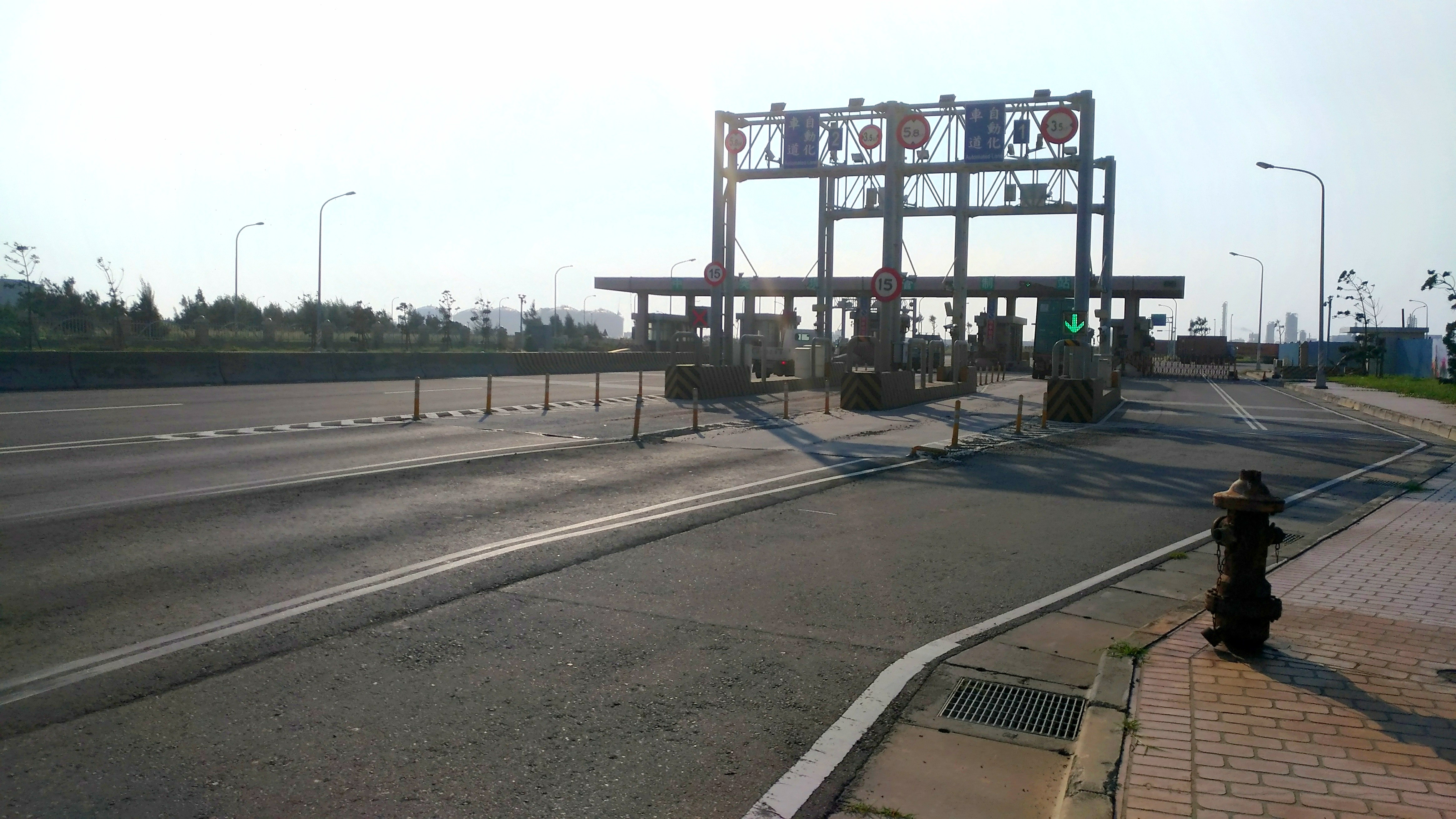
臺灣大道終點處，臺中港入口

| 四段 - 178 台中國道一號（中山高速公路）臺中交流道 筏子溪 - 安和重劃區 安和路 - 公車專用道候車站福安站 - 寶成國際集團總部 - 裕元花園酒店（含星巴克裕元門市） - 兆豐銀行寶成分行 - 麥當勞中港二店 - 統聯客運中港轉運站 - 公車專用道候車站中港新城站 - 中港世貿天下大樓（永豐餘事業部門、白蘭氏臺中分公司、嘉里大榮物流資訊部門） - 新光銀行中港分行 - 元大商業銀行中科分行 - 臺灣企銀西屯分行 - 中國信託西屯簡易分行 - 彰化銀行西屯分行 - 公車專用道候車站澄清醫院站 - 澄清醫院中港分院 - 星巴克福康門市 - JMall - 台中產業園區 - 麥當勞中港六店 - 家樂福量販台中西屯店 - 臺中iBike 臺灣大道福林路口 - 東海大學牧場暨乳品加工場、第二教學區側門 - 臺中捐血中心 - 公車專用道候車站玉門路站 - 臺中iBike 臺灣大道玉門路口 - 臺中榮民總醫院（含中華郵政中榮郵局、兆豐銀行榮總簡易分行、摩斯漢堡與星巴克中榮門市） - 臺中市政府警察局第六分局協和派出所 - 東海大學附屬高級中等學校（含小學部、幼兒園） - 公車專用道候車站榮總／東海大學站 東大路（往中科臺中基地） - 東海大學正門（路思義教堂） - 臺中精機集團總部 - 中華郵政臺中電腦備援中心（東海大學郵局） | 五段 - 公車專用道候車站東海別墅站 - 東海別墅商圈、東海藝術街商圈 - 公車專用道候車站坪頂站 中興路（特五號道路，往國道三號龍井交流道） 六段 鎮南路一段 福爾摩沙高速公路 - 公車專用道候車站正英路站 - 公車專用道候車站弘光科技大學站 - 弘光科技大學 - 公車專用道候車站晉江寮站 七段 東晉路 - 公車專用道候車站靜宜大學站 - 靜宜大學（中華郵政靜宜大學郵局） 中山路 - 麥當勞沙鹿中棲店 - 星巴克沙鹿北勢門市 - 沙鹿之翼（人行陸橋） 三民路（連接台10線） - 臺中市沙鹿區竹林國民小學 - 臺中市立沙鹿工業高級中等學校 - 臺灣企銀沙鹿分行 - 沙鹿陸橋 中山路 臺鐵海岸線 | 八段 - 臺中市梧棲區中港國民小學 中華路一段 - 童綜合醫院梧棲院區 - 臺中市港區體育館 - 臺中市立中港高級中學 中央路 - 臺中市政府警察局清水分局安寧派出所 - 中華郵政梧棲大庄分局 - 臺中市梧棲區中正國民小學 港埠路一、二段 西部濱海快速公路 九段 - 臺中市立梧棲國民中學 - 臺中市梧棲區梧棲國民小學 - 梧棲老街 臨港路二、三段（台12線起點處） 十段 - 海港聯合辦公大樓（北棟） - 臺灣港務公司臺中分公司 - 財政部關務署臺中關 - 海港聯合辦公大樓（南棟） - 衛生福利部疾病管制署中區管制中心臺中港辦公室 - 農業部動植物防疫檢疫署臺中分署臺中港檢疫站 - 經濟部標準檢驗局臺中分局臺中港辦事處 - 臺中港引水人辦公室 - 交通部中央氣象署梧棲氣象站 - 臺鐵臺中港線 - 港區公園 - 臺中港旅客服務中心 - 台中港三井Outlet Park - 臺中港港區中突堤/中泊渠（大道終點） |

## 本道路大眾運輸

### 臺中市公車
- 依路線編號分類：

| 一般市區公車路線行經台灣大道列表 | 一般市區公車路線行經台灣大道列表 | 一般市區公車路線行經台灣大道列表                    | 一般市區公車路線行經台灣大道列表 | 一般市區公車路線行經台灣大道列表                                       |
| -------------------------------- | -------------------------------- | --------------------------------------------------- | --- | ---------------------------------------------------------------------- |
| 編號                             | 業者                             | 路線                                                | 行駛區間 | 備註                                                                   |
| 5                                | 全航客運                         | 臺中火車站－僑光科技大學                            | 中區自由路－中區三民路（往僑光科技大學） 西屯區惠中路一段－西屯區黎明路                                                                                      | -                                                                      |
| 6                                | 台中客運                         | 干城站－忠義里（中科實驗高中）                      | 中區建國路－中區三民路（往忠義里） | -                                                                      |
| 8                                | 台中客運                         | 臺中刑務所演武場－逢甲大學                          | 中區自由路二段－中區建國路（往臺中刑務所演武場） 中區建國路－中區興中街（往逢甲大學）                                                                        | 經水湳經貿園區                                                         |
| 11                               | 台中客運                         | 台中車站－科博館－台中車站 （台灣好行時尚城中城線） | 北區健行路－北區英才路 | 右環先經國軍英雄館 左環先經台中州ㄊ                                    |
| 14                               | 台中客運                         | 干城站－舊庄                                          | 中區建國路－中區興中街（往舊庄） | 部分班次由舊端延駛至南清宮                                             |
| 14副                             | 台中客運                         | 干城站－神岡區公所                                  | 中區建國路－中區興中街（往神岡區公所） | 經大雅                                                                 |
| 15                               | 台中客運                         | 臺中刑務所演武場－國軍台中總醫院                    | 中區自由路二段－中區建國路（往臺中刑務所演武場） 中區建國路－中區興中街（往國軍台中總醫院）                                                                  | -                                                                      |
| 27                               | 台中客運                         | 臺中車站－嶺東科技大學                              | 中區自由路－中區建國路（往台中車站） 西屯區黎明路－西屯區安和路                                                                                              | 經公益路                                                               |
| 28                               | 台中客運                         | 四張犁圖書館－坪頂                                  | 西屯區黎明路－龍井區遊園南路 | -                                                                      |
| 29                               | 台中客運                         | 台中監獄－第一廣場－台中監獄                        | 中區綠川東街－中區自由路（往台中監獄） | 為單循環路線                                                           |
| 30                               | 仁友客運                         | 嶺東科技大學－第一廣場－嶺東科技大學                | 中區綠川東街－西區五權路（往嶺東科技大學） | 為單循環路線                                                           |
| 40                               | 中鹿客運                         | 台中火車站－南屯路－中台新村                        | 中區綠川東街－西區五權路（往中台新村） | －                                                                     |
| 41                               | 台中客運                         | 公共資訊圖書館－慈明高中                            | 中區綠川西街－中區自由路（往慈明高中） 中區自由路－中區建國路（往公共資訊圖書館）                                                                            | -                                                                      |
| 45                               | 中鹿客運                         | 中科管理局－第一廣場－中科管理局                    | 中區綠川東街－西區民權路（往中科管理局） | 為單循環路線                                                           |
| 48                               | 豐榮客運                         | 臺中火車站－嶺東科技大學                            | 中區綠川東街－西屯區工業一路（往嶺東科技大學） | 經臺中工業區                                                           |
| 49                               | 台中客運                         | 老虎城－台中產業園區                                | 西屯區安和路－西屯區工業一路 | -                                                                      |
| 60                               | 台中客運                         | 坪頂－大智公園                                      | 龍井區遊園南路－西屯區河南路 | -                                                                      |
| 61                               | 統聯客運                         | 太平－臺中車站－大雅                                | 中區建國路－中區自由路（往大雅） | -                                                                      |
| 63                               | 統聯客運 豐原客運                | 豐原－逢甲大學－宜寧中學                            | 西屯區河南路－西屯區臺灣大道四段與東大路口 | 不經社口                                                               |
| 67                               | 中鹿客運                         | 臺中區監理所（遊園路）－秀泰影城                    | 龍井區遊園南路－西屯區永福路 | -                                                                      |
| 67繞                             | 中鹿客運                         | 臺中區監理所（遊園路）－秀泰影城                    | 龍井區遊園南路－西屯區永福路 | -                                                                      |
| 68                               | 中鹿客運                         | 坪頂－新桃花源橋                                    | 西屯區遊園南路－西屯區東大路 | 部分班次繞駛至國安國小，例假日不繞駛                                   |
| 68延                             | 中鹿客運                         | 鹿寮國中－中台科技大學                              | 沙鹿區光華路－西屯區東大路 | 部分班次繞駛至國安國小，例假日不繞駛                                   |
| 69                               | 台中客運                         | 龍潭里－臺中國際機場                                | 西屯區惠來路－西屯區東大路 | -                                                                      |
| 70                               | 台中客運                         | 嶺東科技大學－綠川東站－嶺東科技大學                | 中區綠川東街－中區三民路 | 為單循環路線，綠川東站端無發車時刻                                     |
| 73                               | 統聯客運                         | 統聯轉運站－莒光新城                                | 西屯區福安路－西屯區文心路（往莒光新城） 西屯區文心路－西屯區環中路（往統聯轉運站）                                                                          | -                                                                      |
| 75                               | 統聯客運                         | 臺中榮總－一江橋                                    | 西屯區東大路－西屯區朝富路 | -                                                                      |
| 77                               | 統聯客運                         | 中科管理局－統聯轉運站－潭子聯合辦公大樓            | 西屯區永福路－西區健行路（往慈濟醫院） | -                                                                      |
| 79                               | 統聯客運                         | 中科管理局(中科路)－統聯轉運站－大慶火車站          | 西屯區福林路－西屯區黎明路（往大慶火車站） | -                                                                      |
| 81                               | 統聯客運                         | 統聯轉運站－台中火車站－太平                        | 西屯區福安路－西屯區黎明路、 西區公益路－西區五權路（往太平）； 中區建國路－中區自由路、 西區五權路－西區英才路、 西屯區黎明路－西屯區環中路（往統聯轉運站） | -                                                                      |
| 82                               | 台中客運                         | 水湳－高鐵臺中站                                    | 中區建國路－中區三民路（往水湳） 中區自由路－中區建國路（往高鐵臺中站）                                                                                      | -                                                                      |
| 95                               | 中台灣客運                       | 六福公園－外埔老人文康中心                          | 沙鹿區中山路－梧棲區中華路 | -                                                                      |
| 95副                             | 中台灣客運                       | 六福公園－外埔老人文康中心－土城東路                | 沙鹿區中山路－梧棲區中華路 | -                                                                      |
| 98                               | 東南客運                         | 神岡新庄－普濟寺                                    | 西屯區東大路－西屯區玉門路 | -                                                                      |
| 98繞                             | 東南客運                         | 神岡新庄－普濟寺                                    | 西屯區東大路－西屯區玉門路 | 經大華國中 例假日及寒暑假非輔導課日停駛                                |
| 101                              | 台中客運                         | 水湳（敦化公園）－彰化                              | 中區建國路－西區五權路（往水湳） | -                                                                      |
| 105                              | 中鹿客運                         | 四張犁－龍井                                        | 中區建國路－中區自由路（往四張犁） | -                                                                      |
| 105副                            | 中鹿客運                         | 新興里→四張犁                                       | 中區建國路－中區自由路（往四張犁） | 例假日停駛                                                             |
| 105區2                           | 中鹿客運                         | 臺中高工→四張犁                                     | 中區建國路－中區自由路（往四張犁） | 例假日停駛                                                             |
| 105延                            | 中鹿客運                         | 四張犁－龍津高中                                    | 中區建國路－中區自由路（往四張犁） |                                                                        |
| 107                              | 台中客運                         | 黎明新村－舊正（烏溪橋頭）                          | 中區綠川西街－西區公益路（往黎明新村） 中區自由路－中區建國路（往舊正）                                                                                      | －                                                                     |
| 108                              | 台中客運                         | 港尾－南開科技大學校區                              | 中區建國路－中區三民路（往港尾） 中區自由路－中區建國路（往南開科技大學校區）                                                                                | -                                                                      |
| 128                              | 台中客運                         | 大雅－清水                                          | 沙鹿區三民路－梧棲區梧棲路 | 經梧棲                                                                 |
| 132                              | 台中客運                         | 北屯區行政大樓－朝陽科技大學                        | 中區綠川西街－中區興中街（往北屯區行政大樓） 中區自由路－中區建國路（往朝陽科技大學）                                                                        | 經草湖、霧峰區吉峰路                                                   |
| 142                              | 台中客運                         | 豐年社區－第一廣場－豐年社區                        | 中區自由路－中區綠川東街（往綠川東站） | 為單循環路線                                                           |
| 151                              | 中台灣客運                       | 新市政中心－朝陽科技大學                            | 西屯區文心路－西屯區環中路 | 經高鐵臺中站、亞洲大學、霧峰農工                                       |
| 152                              | 中台灣客運                       | 臺中市議會－陽明大樓                                | 西屯區文心路－臺中交流道 | -                                                                      |
| 152區                            | 中台灣客運                       | 臺中市議會－圓環南永安街口                          | 西屯區文心路－臺中交流道 | 例假日停駛                                                             |
| 153                              | 豐原客運                         | 高鐵臺中站－谷關                                    | 西屯區文心路－臺中交流道 | -                                                                      |
| 153副                            | 豐原客運                         | 新市政中心－谷關                                    | 西屯區文心路－臺中交流道 | -                                                                      |
| 153區                            | 豐原客運                         | 高鐵臺中站－東勢高工                                | 西屯區文心路－臺中交流道 | 例假日東勢高工端無發車班次                                             |
| 155                              | 中台灣客運                       | 高鐵臺中站－麗寶樂園                                | 西屯區惠中路－臺中交流道 | 經朝馬、后里區公所 不經中港轉運站、十九甲路                            |
| 155副                            | 中台灣客運                       | 高鐵臺中站－麗寶樂園                                | 西屯區福安路－臺中交流道 | 經中港轉運站、十九甲路 不經朝馬、后里區公所                            |
| 157                              | 台中客運                         | 文心森林公園－大甲區公所                            | 西屯區文心路二段－西屯區河南路二段 | 經外埔區公所                                                           |
| 159                              | 統聯客運                         | 高鐵臺中站－臺中公園                                | 西區忠明南路－西區英才路 | -                                                                      |
| 160                              | 和欣客運                         | 高鐵臺中站－僑光科技大學                            | 西屯區朝富路－西屯區河南路（往僑光科技大學） | -                                                                      |
| 161                              | 和欣客運                         | 高鐵台中站－中部科學園區                            | 西屯區朝富路－西屯區東大路 | －                                                                     |
| 162                              | 中台灣客運                       | 靜宜大學－嘉陽高中－靜宜大學                        | 沙鹿區三民路－沙鹿區英才路 | -                                                                      |
| 163                              | 台中客運                         | 華盛頓中學－第一廣場－華盛頓中學                    | 中區自由路－中區綠川東街（往綠川東站） | 為單循環路線，綠川東站端無發車時刻                                     |
| 201                              | 台中客運                         | 亞洲大學安藤館－新民高中                            | 中區建國路－中區三民路（往新民高中） 中區自由路－中區建國路（往亞洲大學安藤館）                                                                              | -                                                                      |
| 220                              | 豐原客運                         | 豐原－社口－臺中榮總                                | 西屯區東大路－西屯區玉門路（往豐原方向） | -                                                                      |
| 220繞                            | 豐原客運                         | 豐原－社口－臺中榮總                                | 西屯區東大路－西屯區玉門路（往豐原方向） | 繞駛大華國中，例假日及寒暑假非輔導課日停駛                             |
| 229                              | 豐原客運                         | 豐原－朝馬                                          | 西屯區黎明路－西屯區臺灣大道環中路口前（往豐原方向） | 例假日及寒暑假停駛                                                     |
| 238                              | 豐原客運                         | 豐原－臺中港郵局                                    | 沙鹿區光華路－梧棲區梧棲路 | 經沙鹿                                                                 |
| 290                              | 台中客運                         | 干城站－童綜合醫院（梧棲院區）                      | 沙鹿區沙田路－梧棲區文華街204巷 | -                                                                      |
| 300                              | 台中客運 統聯客運 巨業交通       | 靜宜大學－臺中車站－靜宜大學                        | 中區臺灣大道一段－沙鹿區臺灣大道七段 | 行駛於公車專用道 本路線為單循環路線                                    |
| 301                              | 統聯客運                         | 靜宜大學－新民高中                                  | 沙鹿區臺灣大道七段－中區建國路 | 行駛於公車專用道                                                       |
| 302                              | 中臺灣客運                       | 臺中公園－臺中航空站                                | 中區建國路－沙鹿區三民路 | 行駛於公車專用道                                                       |
| 303                              | 統聯客運                         | 港區藝術中心－新民高中                              | 沙鹿區光華路－中區建國路 | 經清水區鰲峰路 行駛於公車專用道                                        |
| 304                              | 臺中客運                         | 新民高中－港區藝術中心                              | 中區建國路－沙鹿區中山路 | 經清水區五權路 行駛於公車專用道                                        |
| 305                              | 巨業交通                         | 大甲－鹿寮－臺中火車站－大甲                        | 沙鹿區中山路－中區臺灣大道一段 | 行駛於公車專用道 為單循環路線                                          |
| 306                              | 巨業交通                         | 清水－梧棲－臺中火車站－清水                        | 梧棲區梧棲路－中區臺灣大道一段 | 行駛於公車專用道 為單循環路線                                          |
| 306區1                           | 巨業交通                         | 靜宜大學－梧棲－清水                                | 沙鹿區臺灣大道七段－梧棲區梧棲路 | 例假日及寒暑假停駛                                                     |
| 306區2                           | 巨業交通                         | 巨業沙鹿站→梧棲→清水                                | 沙鹿區中山路－梧棲區梧棲路 | 例假日及寒暑假停駛                                                     |
| 307                              | 臺中客運                         | 新民高中－梧棲觀光漁港                              | 中區建國路－梧棲區文化路二段 | 行駛於公車專用道                                                       |
| 308                              | 統聯客運                         | 新民高中－關連工業區                                | 中區建國路－梧棲區梧棲路 | 行駛於公車專用道                                                       |
| 309                              | 台中客運 統聯客運 巨業交通       | 高美濕地－臺中火車站－高美濕地                      | 中區臺灣大道一段－沙鹿區三民路 | 行駛於公車專用道 本路線為單循環路線                                    |
| 310                              | 台中客運 統聯客運 巨業交通       | 臺中港旅客服務中心－臺中車站                        | 中區臺灣大道一段－梧棲區民和路 | 行駛於公車專用道 本路線為單循環路線                                    |
| 323                              | 臺中客運                         | 彩虹眷村－新建國市場                                | 龍井區臺灣大道五段3巷－西區民權路 中區自由路二段－中區建國路                                                                                                 | －                                                                     |
| 324                              | 臺中客運                         | 臺中都會公園－遠東街－臺中車站－臺中都會公園        | 龍井區國際街－西區民權路 | 本路線為單循環路線                                                     |
| 325                              | 臺中客運                         | 大肚車站－臺中火車站                                | 龍井區遊園南路－西區民權路 中區自由路二段－中區建國路 | －                                                                     |
| 326                              | 統聯客運                         | 靜宜大學－新民高中                                  | 沙鹿區臺灣大道七段－中區建國路 | 全程行駛於臺灣大道慢車道 僅於每日22:00至隔天05:00發車                  |
| 351                              | 統聯客運                         | 統聯轉運站－臺中工業區                              | 西屯區工業一路－西屯區安和路 | －                                                                     |
| 353                              | 巨業交通                         | 天母櫻城－沙鹿                                      | 沙鹿區正英路－沙鹿區英才路 | －                                                                     |
| 357                              | 台中客運                         | 臺中榮總－嶺東科技大學                              | 西屯區臺灣大道四段－西屯區安和路 | －                                                                     |
| 358                              | 中鹿客運                         | 仁友停車場－文修停車場                              | 西屯區臺灣大道三段－西屯區朝富路 | －                                                                     |
| 361                              | 中鹿客運                         | 臺中榮總－龍津高中                                  | 臺灣大道四段－龍井區臺灣大道五段3巷 | －                                                                     |
| 365                              | 四方客運                         | 高鐵臺中站－國安社區（宜寧中學）                    | 北區健行路－西屯區河南路 | 行駛於公車專用道                                                       |
| 500                              | 台中客運                         | 台中車站－台中國際機場                              | 中區自由路二段－中區建國路（往台中車站） 中區建國路－中區三民路（往台中國際機場）                                                                            | 本路線為單循環路線                                                     |
| 616                              | 東南客運                         | 臺中港郵局－國立苑裡高中                            | 梧棲區文化路－梧棲區中華路 | －                                                                     |
| 617                              | 中鹿客運                         | 臺中港旅客服務中心－仁友停車場                      | 梧棲區文化路－梧棲區中華路 | －                                                                     |
| 658                              | 中臺灣客運                       | 惠文高中－大安濱海樂園                              | 西屯區朝富路－龍井區西屯路 | －                                                                     |
| 658副                            | 中臺灣客運                       | 惠文高中－海墘國小－大安濱海樂園                    | 西屯區朝富路－龍井區西屯路 | －                                                                     |
| 675                              | 台中客運 統聯客運                | 龍井區公所－僑光科技大學                            | 西屯區惠中路－西屯區漢口路 | －                                                                     |
| 677                              | 巨業交通                         | 沙鹿龍井環線                                        | 沙鹿區中山路－梧棲區中央路 | 分左右環行駛 左環先抵達「沙鹿市場」 右環先抵達「第一銀行（沙鹿分行）」 |
| 677區                            | 巨業交通                         | 沙鹿－二號橋                                        | 梧棲區中央路－沙鹿區中山路 | －                                                                     |
| 901                              | 台中客運                         | 豐原－明德高中                                      | 中區建國路－中區三民路（往豐原） 中區自由路－中區建國路（往明德高中）                                                                                        | 行經豐原區豐東路                                                       |
| 901副                            | 台中客運                         | 豐原－明德高中                                      | 中區建國路－中區三民路（往豐原） 中區自由路－中區建國路（往明德高中）                                                                                        | 行經豐原區豐原大道                                                     |

臺灣大道幹線公車 專用道候車站
行駛專用道的公車路線有300～310路，以及部分市區公車。
- 以下資訊更新時間為2022年1月26日。

| 車站名稱                              |                                                       | 車站位址                        | 前站距離(m) | 行政區 | 行政區 | 交會路線                     |
| ------------------------------------- | ----------------------------------------------------- | ------------------------------- | ----------- | ------ | ------ | ---------------------------- |
| 臺灣大道幹線公車候車站                |                                                       |                                 |             |        |        |                              |
| 臺中火車站                            | Taichung Railway Station                              | 臺中車站一樓轉運站 A、B月臺     | -           | 台中市 | 中區   | █ 台鐵捷運化 紅線            |
| 彰化銀行 （曾計畫興建；東行單邊設站） | Chang Hwa Bank                                        | 臺灣大道一段／自由路口          | 400         | 台中市 | 中區   |                              |
| 仁愛醫院 （西行單邊設站）             | Jen-ai Hospital Station                               | 臺灣大道一段/柳川東路、興中街口 | 550         | 台中市 | 中區   |                              |
| 茄苳腳                                | Qie Dong Jiao                                         | 臺灣大道二段/篤信街口           | 820         | 台中市 | 西區   |                              |
| 中正國小                              | Chung-Cheng Elementary School                         | 臺灣大道二段/英才路口           | 700         | 台中市 | 西區   |                              |
| 科博館                                | National Museum of Natural Science                    | 臺灣大道二段/美村路、中興街口   | 450         | 台中市 | 西區   |                              |
| 忠明國小                              | Chung-Ming Elementary School                          | 臺灣大道二段/忠明路口           | 450         | 台中市 | 西區   |                              |
| 頂何厝                                | Ding He Cuo                                           | 臺灣大道二段/漢口路、東興路口   | 450         | 台中市 | 西屯區 |                              |
| 市政府                                | Taichung City Hall                                    | 臺灣大道二段/文心路口           | 800         | 台中市 | 西屯區 | █ 中捷綠線（烏日文心北屯線） |
| 新光／遠百                            | Shin Kong Mitsukoshi/Top City Dept. Store             | 臺灣大道三段/惠來路口           | 700         | 台中市 | 西屯區 |                              |
| 秋紅谷                                | Maple Garden                                          | 臺灣大道三段/朝富路口           | 600         | 台中市 | 西屯區 |                              |
| 福安                                  | Fu-An                                                 | 臺灣大道四段/安和路口           | 1900        | 台中市 | 西屯區 |                              |
| 中港新城                              | Zhonggang Community                                   | 臺灣大道四段/中工三路口         | 600         | 台中市 | 西屯區 |                              |
| 澄清醫院                              | Cheng Ching Hospital                                  | 臺灣大道四段/中工二路、福康路口 | 350         | 台中市 | 西屯區 |                              |
| 玉門路                                | Yumen Rd.                                             | 臺灣大道四段/玉門路口           | 800         | 台中市 | 西屯區 |                              |
| 榮總／東海大學                        | Taichung Veterans General Hospital/Tunghai University | 臺灣大道四段/東大路口           | 700         | 台中市 | 西屯區 |                              |
| 東海別墅                              | Tunghai Villa                                         | 臺灣大道四段/國際街、東園巷口   | 1000        | 台中市 | 西屯區 |                              |
| 坪頂                                  | Pingding                                              | 臺灣大道五段/遊園路口           | 800         | 台中市 | 龍井區 |                              |
| 正英路                                | Zhengying Rd.                                         | 臺灣大道五段/正英路口           | 3000        | 台中市 | 沙鹿區 |                              |
| 弘光科技大學                          | Hungkuang University                                  | 臺灣大道五段/弘光科大門口       | 400         | 台中市 | 沙鹿區 |                              |
| 晉江寮                                | Jin Jiang Liao                                        | 臺灣大道六段/東晉東路口         | 500         | 台中市 | 沙鹿區 |                              |
| 靜宜大學                              | Providence University                                 | 臺灣大道六段/靜宜大學門口       | 600         | 台中市 | 沙鹿區 |                              |

### 公路客運
- 中鹿客運：9018
- 國光客運：1852
- 和欣客運：7511